# Topsham (Vermont)
Topsham es un pueblo ubicado en el condado de Orange en el estado estadounidense de Vermont. En el año 2010 tenía una población de 1.173 habitantes y una densidad poblacional de 9,24 personas por km².

## Geografía
Topsham se encuentra ubicado en las coordenadas 44°7′43″N 72°15′24″O / 44.12861, -72.25667.

## Demografía
Según la Oficina del Censo en el año 2000 los ingresos medios por hogar en la localidad eran de unos $37,202 y los ingresos medios por familia eran $37,440. Los hombres tenían unos ingresos medios de $27,708 frente a los $21,008 para las mujeres. La renta per cápita para la localidad era de $15,405. En aquel mismo año, alrededor del 12.8% de la población estaba por debajo del umbral de pobreza.